# Colegiata de Santa María la Mayor (Toro)
La colegiata de Santa María la Mayor es un templo de culto católico en la localidad zamorana de Toro, España.

## Construcción
La inspiración de esta colegiata es la Catedral de Zamora, que también influyó en el diseño de otras construcciones, como es el caso de la catedral Vieja de Salamanca. Comenzó a construirse en el siglo XII, bajo los auspicios de los reyes de León, siendo una de las construcciones más características del románico en su fase de transición. El cimborrio de esta colegiata se enmarca dentro de un grupo conocido como grupo de cimborrios leoneses formado, además, por los de las catedrales de Zamora, Plasencia y Vieja de Salamanca.
Las obras se extendieron más de lo normal en el tiempo, ya que fueron llevadas a cabo entre el último tercio del siglo XII y mediados del XIII. Esto indica que fuera construida en dos etapas: la primera, en la que se realizaron las portadas laterales, los muros y las trazas; y la segunda, en la que se lleva a cabo la cubierta y un cimborrio con torres adosadas.
El primer maestro que trabajó en su construcción utilizó la piedra caliza para levantar el edificio, utilizando técnicas muy vanguardistas para la época. Sin embargo, el segundo maestro utilizó elementos más antiguos estilísticamente hablando y utilizó la piedra arenisca en tonalidades rojizas como material base.

## Descripción

### Planta
La planta es de cruz latina, de cimentación importante con grandes sillares, tres naves de tres tramos con bóvedas de horno en la cabecera, de cañón en el crucero y nervadas o de crucería en el centro. En el hastial sur, se encuentra una torre de planta cuadrada que destaca del conjunto por su altura. El crucero del transepto se remata con un magnífico cimborrio de planta hexadecagonal. La cabecera consta de tres interesantes ábsides semicirculares; el central es el más decorado, ya que cuenta con arquerías y vanos ornamentados.
Leyenda de la imagen
1. Portada norte
2. La Virgen preñada
3. San Gabriel
4. Santiago el Mayor
5. San Juan Evangelista

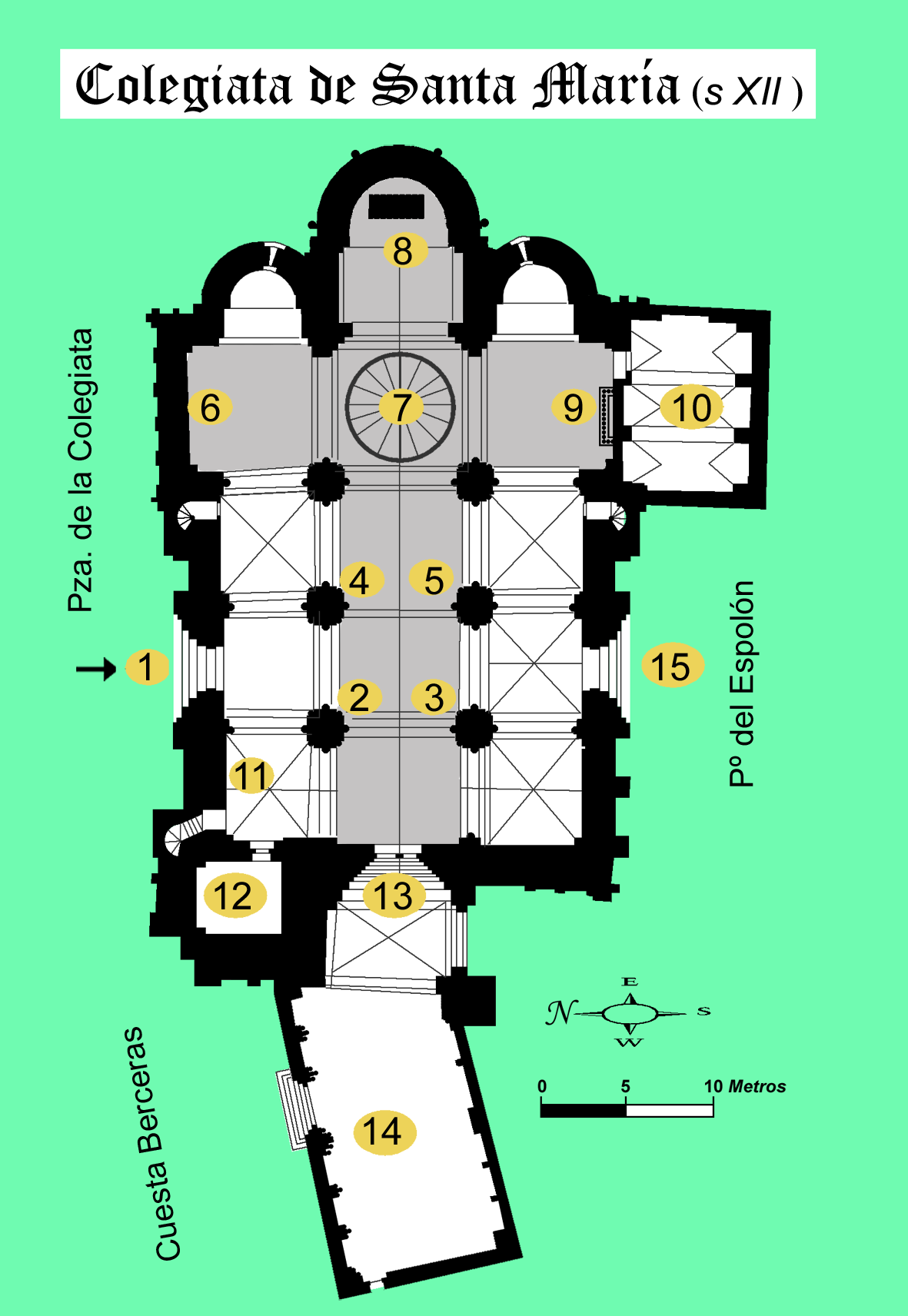
Planta

6. Transepto norte y retablo de Juan de Ávila
7. Crucero y cúpula
8. Altar Mayor y presbiterio
9. Transepto sur y coro
10. Sacristía y museo catedralicio
11. Ventana gótica ciega con decorado
12. Torre
13. Pórtico de la Majestad
14. Capilla de Santo Tomás
15. Pórtico sur

En la documentación de la Biblioteca Municipal, aunque no coincide con las fechas más habituales de comienzo y fin de la obra, figura una publicación en la que se puede leer:
ESTA OBRA SE EMPEZÓ
AÑO DE MDXLVII /
acabado en 1506.
Se restauró en 1774.
La colegiata cuenta con elementos que merecen ser comentados separadamente, como la portada septentrional, la sacristía o el Pórtico de la Majestad. Dentro del edificio, destaca una talla del siglo XII de la Virgen de la Esperanza o de la O, la advocación y tipología que representa a la Virgen encinta. El órgano, de época barroca, también es digno de mención.

### Portadas

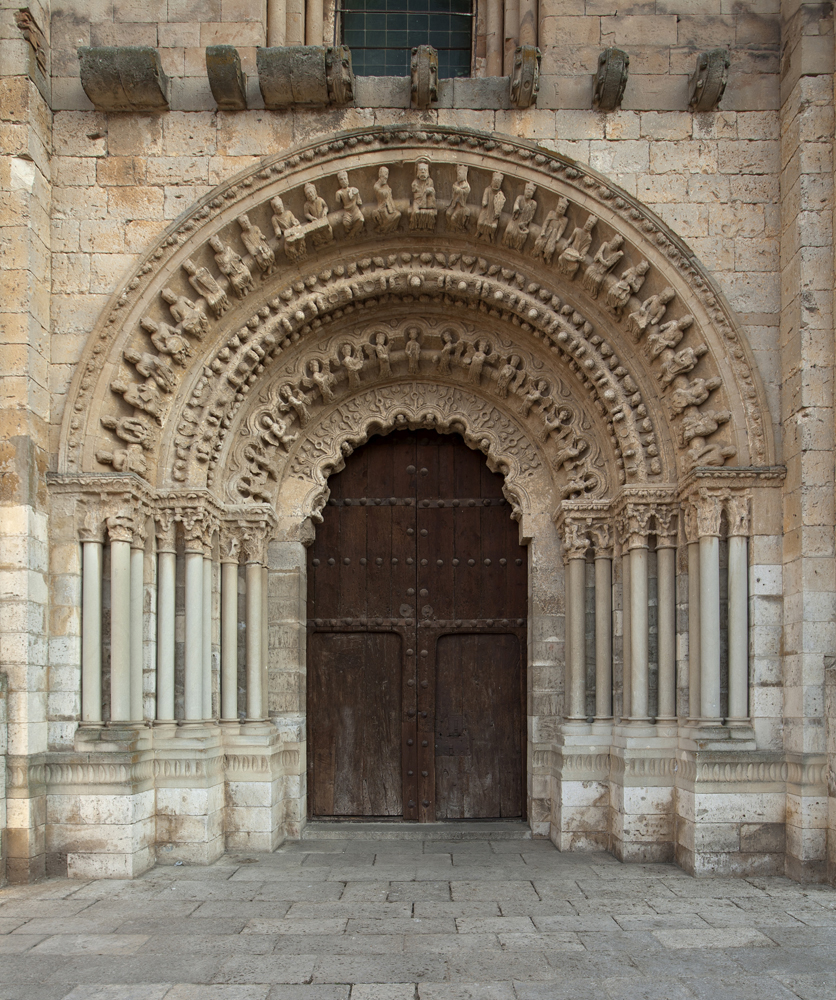
La portada norte, de estilo románico

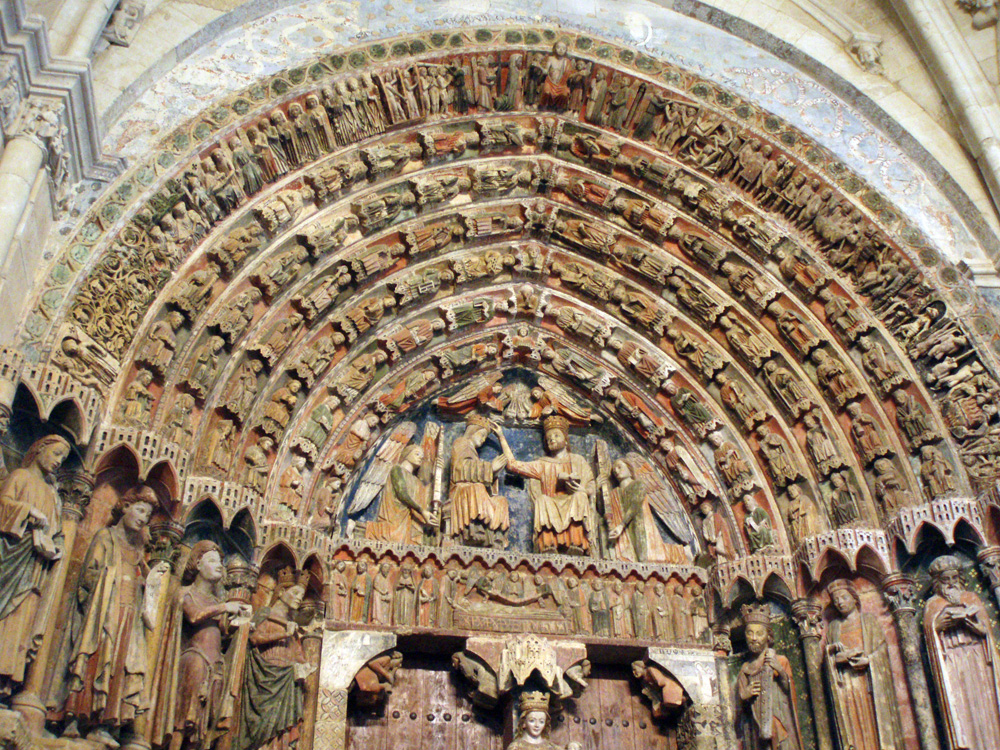
El Pórtico de la Majestad, de estilo gótico, que conserva su policromía original, cuya limpieza ha requerido 14 años

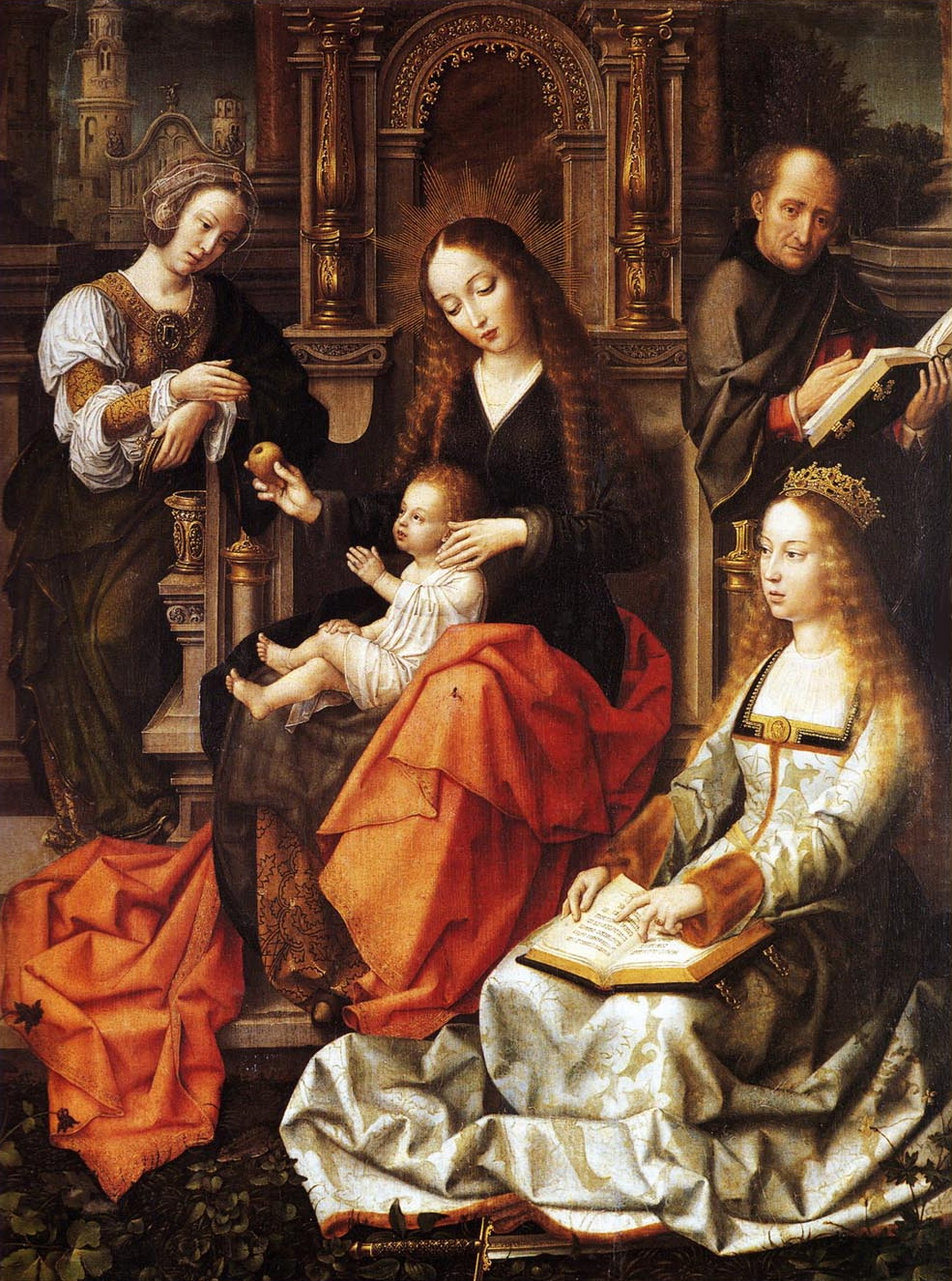
Virgen de la mosca

#### Portada norte o septentrional
La portada septentrional es la que se utiliza para acceder al templo. Está formada por diferentes arquivoltas decoradas con ornamentación vegetal y religiosa, de entre las que destaca la que cuenta con un Cristo como Juez Justiciero rodeado de los 26 ancianos. Es una de las mejores muestras del Románico de Zamora. La torre, además, conserva sólo los dos cuerpos inferiores.

#### Puerta sur o del mediodía
La puerta del mediodía, a la cual se accede desde el interior del templo, tiene un arco ligeramente apuntado (muestra del románico de transición) con decoración únicamente geométrica-vegetal. Tiene claras reminiscencias a las construcciones del Císter.

#### Pórtico de la Majestad
De estilo gótico se llega a él a través de la propia colegiata. Es un conjunto visualmente muy llamativo por ser de los pocos que conservan la policromía original. Narra la vida de la Virgen, de Cristo y el Juicio Final, además de mostrar una serie de músicos que se han convertido en souvenirs habituales de la zona.

### Sacristía
La sacristía de la colegiata de Santa María la Mayor cuenta a su vez, en la actualidad, con un pequeño museo que tiene algunas obras de arte (especialmente flamenco) de cierta entidad, entre las que destaca la Virgen de la mosca del siglo XVI, un "Calvario de marfil y carey" del siglo XVII, único en España, y una custodia de plata de 1538, obra de Juan Gago Díez, que estuvo en Londres hasta 2005, así como una colección de orfebrería religiosa.
Asimismo, en la Sacristía de la Colegiata se conserva también el cráneo de San Valentín.

## Conservación
Este edificio religioso se encuentra en un estado de conservación más que loable. Se halla protegido desde la promulgación del Decreto del 22 de abril de 1949, para más tarde continuar siéndolo bajo la ley 16/1985 de Patrimonio Histórico Español.